# Genrich Grigor'evič Jagoda

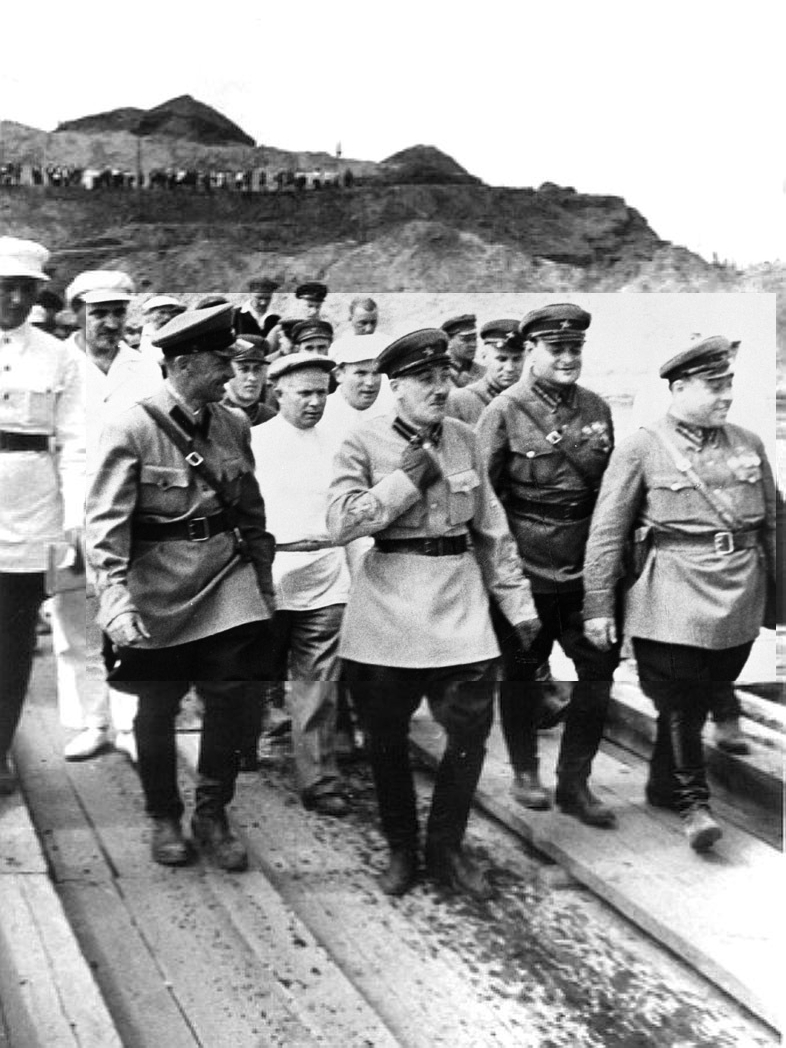
Genrich Jagoda, al centro, ispeziona la costruzione del canale di Mosca

Genrich Grigor'evič Jagoda (in russo Генрих Григорьевич Ягода?; Rybinsk, 7 novembre 1891 – Mosca, 15 marzo 1938) è stato un politico e militare sovietico, membro della GPU e poi capo del Commissariato del popolo per gli affari interni (NKVD).

## Biografia

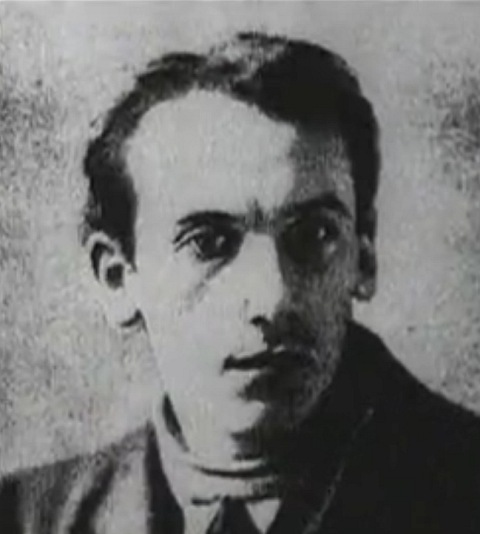
Jagoda nel 1915

Di origini ebraiche, il suo vero nome era Enoch Geršonovič Ieguda (in russo Енох Гершонович Иегуда?), in gioventù aveva studiato a Nižnij Novgorod come farmacista, era stato amico dello scrittore Maksim Gor'kij, oltre che noto per la sua passione verso il gioco e le donne.
Aderì al Partito Bolscevico nel 1907 e fu deportato in Siberia nel 1911; amnistiato nel 1913 si stabilì a San Pietroburgo.
Entrato nella Čeka (che, dal 1922, assunse la denominazione di GPU), dopo la Rivoluzione d'ottobre del 1917, divenne nel settembre 1923 il secondo vice di Feliks Ėdmundovič Dzeržinskij e alla morte di questi, nel luglio 1926, il vice del suo successore Vjačeslav Menžinskij, ben presto gravemente ammalato (Jagoda fu poi accusato di averlo ucciso per avvelenamento). In questo ruolo fu tra i principali organizzatori della "liquidazione" dei kulaki.
Nella prima metà degli anni trenta si dedicò alla pianificazione della rete dei Gulag e, in tale contesto, alla costruzione del canale Mar Bianco-Mar Baltico e, successivamente, del canale Mosca-Volga.
Morto Menžinskij, fu nominato commissario del popolo agli interni dal 10 luglio 1934 al 16 settembre 1936. Dopo l'assassinio di Sergei Kirov, il 1º dicembre 1934 a Leningrado, evento che segnò l'inizio delle grandi purghe staliniane, supervisionò gli interrogatori nel primo dei "processi di Mosca" nell'agosto 1936, che si concluse con la condanna e la fucilazione, tra gli altri, di Lev Borisovič Kamenev e Grigorij Evseevič Zinov'ev, principali esponenti dell'opposizione di sinistra del Partito Comunista dell'Unione Sovietica.
Subito dopo, su ordine di Stalin, fu a sua volta estromesso dall'incarico dal suo vice e successore Nikolaj Ivanovič Ežov, con l'accusa di non essere sufficientemente "zelante". Arrestato il 3 aprile 1937, fu condannato nel quarto ed ultimo dei processi moscoviti, nel marzo 1938, e subito fucilato.

### A capo dell'NKVD
Il 10 luglio 1934, due mesi dopo la morte di Menžinskij, Stalin nominò Jagoda commissario del popolo per gli affari interni, carica che includeva il controllo dei servizi segreti e della polizia politica, l'OGPU. Jagoda lavorò a stretto contatto con Andrej Januar'evič Vyšinskij nell'organizzare il primo grande processo di Mosca dell'agosto 1936, nel quale furono condannati Grigorij Evseevič Zinov'ev e Lev Kamenev, che diede ufficialmente inizio al periodo delle cosiddette "Grandi Purghe". Neppure i vertici militari dell'Armata Rossa furono risparmiati e i suoi ranghi vennero sfoltiti dall'operato di Jagoda, precursore delle future epurazioni portate a compimento da Nikolaj Ivanovič Ežov. Più di un quarto di milione di persone furono arrestate nel periodo 1934–1935; il sistema dei Gulag venne ampiamente esteso, e gli "schiavi del lavoro" (detenuti costretti a lavorare per lo Stato) divennero una delle risorse principali dell'economia sovietica.
Però Stalin era abbastanza deluso da Jagoda. A metà del 1936 ricevette un dettagliato rapporto da Jagoda che evidenziava il crescente malcontento popolare nei confronti dei processi pubblici delle purghe, e la simpatia del popolo nei confronti degli accusati che professavano la propria innocenza. Il rapporto fece infuriare Stalin, interpretando la segnalazione di Jagoda come un avvertimento di fermare i processi e le epurazioni nell'esercito, in particolar modo quella verso il Maresciallo Tuchačevskij. Inoltre, Stalin non era del tutto soddisfatto dai servigi di Jagoda, principalmente a causa del suo fallimento nella fabbricazione di prove che potessero coinvolgere Kamenev e Zinov'ev nel complotto per assassinare Kirov.
Il 25 settembre 1936, Stalin inviò un telegramma (co-firmato da Andrej Aleksandrovič Ždanov) ai membri del Politburo del Comitato centrale del PCUS:
(Iosif Stalin)
Il giorno dopo, Jagoda fu sostituito da Ežov a capo dell'NKVD, che diresse la fase più sanguinaria del "Grande Terrore" nel 1937–1938. Jagoda fu "degradato" a Commissario del Popolo dell'URSS per le poste e i telegrafi.

### Arresto, processo, esecuzione
Nell'aprile 1937, Jagoda fu arrestato dietro ordine di Stalin. Fu Ežov ad annunciare l'arresto con l'accusa di contrabbando di diamanti, corruzione, di essere l'ideatore dell'affare Nazino e di essere al servizio della Germania fin dai tempi del suo ingresso nel partito nel 1917. Inoltre Ežov accusò Jagoda di avere cercato di ucciderlo spargendo polvere di mercurio nel suo ufficio. Altra accusa fu quella di aver avvelenato Maksim Gor'kij e suo figlio. Nei due appartamenti di Jagoda a Mosca e nella sua dacia, furono rinvenute circa 3.904 fotografie pornografiche, 11 filmini porno, 165 pipe pornografiche, 1 dildo, e le due pallottole che avevano ucciso Zinov'ev e Kamenev utilizzate nella loro esecuzione. Ežov dichiarò che Jagoda aveva speso 4 milioni di rubli per decorare con sfarzo le sue tre case, e che possedeva un giardino con più di "2.000 orchidee e rose".
Nel corso del "processo dei ventuno" svoltosi nel marzo 1938, Jagoda venne giudicato colpevole di tradimento e cospirazione anti-sovietica. Egli negò di essere una spia, ma ammise di essere colpevole delle altre imputazioni, di aver assassinato il suo predecessore Vjačeslav Rudol'fovič Menžinskij ed avvelenato Maksim Gor'kij, e di aver "favorito" l'assassinio di Sergej Kirov.
Jagoda venne giustiziato sommariamente mediante fucilazione poco tempo dopo la conclusione del processo. Anche sua moglie Ida Averbach fu giustiziata nello stesso anno.